# Bree Mills
Bree Mills (Boston, 15 luglio 1981) è un'attrice pornografica e regista pornografica statunitense.

## Biografia e carriera
Nata a Boston, Bree Mills è cresciuta in Ontario dove si è laureata alla London Central Secondary School. Nel 2009 inizia la sua carriera nell'industria per adulti come direttore marketing per la Gamma Entertainment, passando dopo sei anni a capo del settore creativo come regista, produttrice e sceneggiatrice per le piattaforme Girlsway e PureTaboo. 
Nel 2021, ha fondato la Disruptive Films, un'etichetta di produzione incentrata sulla pornografia omosessuale, dove ha anche diretto "The Last Course", il primo film con la nuova compagnia
Nella sua carriera ha diretto oltre 300 scene, vincendo per quattro volte agli XBIZ Awards il premio come miglior regista.

## Vita privata
Dichiaratamente omosessuale, nel 2017 ha sposato l'ex attrice pornografica Sara Luvv.

## Riconoscimenti
AVN Awards
- 2020 - Best Dramatic Screenplay per Perspective[7]
- 2024 - Best Screenplay - Featurette per Out of Our System[8]

XBIZ Awards
- 2018 - Director Of The Year - Body Of Work[9]
- 2018 - Director Of The Year - Feature Release[10]
- 2019 - Director Of The Year - Body Of Work[11]
- 2020 - Director Of The Year - Feature Movie[12]
- 2025 - Director Of The Year - Individual Work[13]

XRCO Awards
- 2018 - Best Director - features[14]

NightMoves Award
- 2019 - Best Comedy/parody/spoof Release per Anne: A Taboo Parody (Industry/Critic Award)[15]

Transgender Erotica Awards
- 2022 - Best Scene Producer[16]